# Trichonotuloides latecrenatus
Trichonotuloides latecrenatus är en skalbaggsart som beskrevs av Bates 1887. Trichonotuloides latecrenatus ingår i släktet Trichonotuloides och familjen Aphodiidae. Inga underarter finns listade i Catalogue of Life.